# مارتن سيغموند
مارتن سيغموند (بالتشيكية: Martin Sigmund)‏ (19 يوليو 1982 بتشيكوسلوفاكيا - ) هو لاعب كرة قدم تشيكي في مركز الوسط. شارك مع منتخب جمهورية التشيك تحت 21 سنة لكرة القدم. أما مع النوادي، فقد لعب مع نادي تيبليتسه وFK Viagem Ústí nad Labem ‏ وFK Baník Most 1909 ‏ ونادي خوموتوف ‏.

## وصلات خارجية
- مارتن سيغموند على موقع الاتحاد التشيكي (الإنجليزية)
- مارتن سيغموند على موقع قاعدة بيانات كرة القدم.إي يو (الإنجليزية)
- مارتن سيغموند على موقع Soccerway.com (الإنجليزية)